# Mindre sandvitevivel
Mindre sandvitevivel (Ceutorhynchus hampei) är en skalbaggsart som beskrevs av Brisout de Barneville 1869. Mindre sandvitevivel ingår i släktet Ceutorhynchus, och familjen vivlar. Arten är reproducerande i Sverige.